# Liga Concacaf 2018
La Liga Concacaf 2018, o simplemente Liga Concacaf Scotiabank por razones de patrocinio, fue la segunda edición de la Liga Concacaf. Comenzó el 31 de julio y finalizó el 1 de noviembre. 
El sorteo se llevó a cabo el 23 de mayo de 2018, en la ciudad de Miami.
El campeón fue Herediano, club que derrotó en la final a Motagua con un resultado global de 3-2, logro que significó su primer título internacional oficial y de esta competición. Con ello, se ganó el derecho a disputar los octavos de final de la Liga de Campeones de la Concacaf 2019.

## Sistema de competición
Participarán los segundos y terceros mejor ubicados en los certámenes locales de Costa Rica, El Salvador, Guatemala, Honduras y Panamá; los dos mejores equipos de Nicaragua; el campeón de Belice y el segundo y tercer lugar del Campeonato de Clubes de la CFU y el ganador del playoff entre el cuarto lugar del Caribe y el campeón del CONCACAF Caribbean Club Shield 2018 para un total de 16 equipos.
Se utilizará el sistema de rondas eliminatorias, desde octavos de final hasta llegar a la final, todas en formato ida y vuelta. En las rondas de octavos de final hasta semifinales rige la regla del gol de visitante, la cual determina que el equipo que haya marcado más anotaciones como visitante gana la eliminatoria si hay empate en la diferencia de goles. En caso de estar la eliminatoria empatada tras los 180 minutos de ambos partidos, la serie se decidirá en una tanda de penaltis.
El club vencedor de la final y por lo tanto Campeón, será aquel que en los dos partidos anote el mayor número de goles. En caso de empate en el total de goles, no se aplicará la regla del gol de visitante, se jugará una prórroga. Y si aún persiste el empate se realizará una tanda de penales.
Para los octavos de final, los clubes que fueron sorteados del Bombo 1 (enumerados primeros) jugarán como visitantes primero, y luego serán los anfitriones en el partido de vuelta.
Los ganadores de las series 1, 3, 5 y 7, serán sede para los partidos de vuelta de los cuartos de final. Para las semifinales, los clubes serán clasificados de acuerdo su desempeño (puntos ganados, diferencia de goles y goles anotados) en los octavos y cuartos de final, utilizando el procedimiento de desempate del campeonato.
El club mejor clasificado en cada serie de semifinales será sede del partido de vuelta. El mismo procedimiento de desempate se aplicará para determinar quién será sede del partido de vuelta de las finales.
El conjunto ganador de la competición se garantiza un lugar en la Liga de Campeones de la Concacaf 2019.

### Distribución de cupos
| Federación  | Cupos  |
| ----------- | ------ |
| Costa Rica  | 2 (+1) |
| Honduras    | 2      |
| Guatemala   | 0      |
| Panamá      | 2 (+1) |
| El Salvador | 2      |
| Nicaragua   | 2      |
| Belice      | 1      |
| Caribe      | 3      |
| Total       | 16     |

## Equipos participantes
| País                                | Equipo                                               | Vía de clasificación |
| ----------------------------------- | ---------------------------------------------------- | --- |
| Costa Rica 2 plazas + 1 plaza extra | Municipal Pérez Zeledón Herediano Santos de Guápiles | Campeón Torneo Apertura 2017 Subcampeón Torneo Clausura 2018 Tercer Lugar en la Tabla Acumulada 2017-18 |
| Honduras 2 plazas                   | Real España Motagua                                  | Campeón Apertura 2017 Segundo Lugar en la Tabla General 2017-18 |
| Panamá 2 plazas + 1 plaza extra     | Universitario Árabe Unido Tauro                      | Campeón de la LPF Apertura 2017 Mejor Subcampeón de La Primera División de Panamá 2017-18 Segundo Subcampeón de la Primera División de Panamá 2017-2018                                                                           |
| El Salvador 2 plazas                | Santa Tecla FAS                                      | Subcampeón Del Torneo Apertura 2017 Tercer Lugar De La Tabla General 2017-18 |
| Nicaragua 2 plazas                  | Walter Ferretti Diriangén                            | Campeón del Torneo Apertura 2017 Campeón del Torneo Clausura 2018 |
| Belice 1 plaza                      | Belmopan Bandits                                     | Campeón con mejor posición en la tabla general de la Liga Premier de Belice 2017-18 |
| Caribe 3 plazas                     | Arnett Gardens Portmore United Club Franciscain      | Segundo Lugar del Campeonato de Clubes del Caribe 2018 Tercer Lugar del Campeonato de Clubes del Caribe 2018 Ganador de la eliminatoria del Campeonato de Clubes del Caribe 2018, campeón del CONCACAF Caribbean Club Shield 2018 |

## Sorteo
El sorteo se llevó a cabo el 23 de mayo de 2018.
| Bombo 1          | Bombo 2            |
| ---------------- | ------------------ |
| Pérez Zeledón    | Árabe Unido        |
| Arnett Gardens   | FAS                |
| Belmopan Bandits | Club Franciscain   |
| Universitario    | Herediano          |
| Walter Ferreti   | Motagua            |
| Portmore United  | Diriangén          |
| Real España      | Tauro              |
| Santa Tecla      | Santos de Guápiles |

## Resultados

### Cuadro de desarrollo
|  | Octavos de final                  | Octavos de final                  | Octavos de final                  |                 |   | Cuartos de final                        | Cuartos de final                        | Cuartos de final                        |  |  | Semifinales                         | Semifinales                         | Semifinales                         |  |  | Final                          | Final                          | Final                          |
|  | 31 de julio/1/2 - 7/8/9 de agosto | 31 de julio/1/2 - 7/8/9 de agosto | 31 de julio/1/2 - 7/8/9 de agosto |                 |   | 21/22/23 de agosto - 28/29/30 de agosto | 21/22/23 de agosto - 28/29/30 de agosto | 21/22/23 de agosto - 28/29/30 de agosto |  |  | 20 de septiembre - 27 de septiembre | 20 de septiembre - 27 de septiembre | 20 de septiembre - 27 de septiembre |  |  | 25 de octubre - 1 de noviembre | 25 de octubre - 1 de noviembre | 25 de octubre - 1 de noviembre |
|  |                                   |                                   |                                   |                 |   |                                         |                                         |                                         |  |  |                                     |                                     |                                     |  |  |                                |                                |                                |
|  |                                   |                                   |                                   |                 |   |                                         |                                         |                                         |  |  |                                     |                                     |                                     |  |  |                                |                                |                                |
|  |                                   |                                   |                                   |                 |   |                                         |                                         |                                         |  |  |                                     |                                     |                                     |  |  |                                |                                |                                |
|  | Portmore United (p.)              | 2                                 | 1 (7)                             |                 |   |                                         |                                         |                                         |  |  |                                     |                                     |                                     |  |  |                                |                                |                                |
|  | Portmore United (p.)              | 2                                 | 1 (7)                             |                 |   |                                         |                                         |                                         |  |  |                                     |                                     |                                     |  |  |                                |                                |                                |
|  | Santos de Guápiles                | 1                                 | 2 (6)                             |                 |   |                                         |                                         |                                         |  |  |                                     |                                     |                                     |  |  |                                |                                |                                |
|  | Santos de Guápiles                | 1                                 | 2 (6)                             | Portmore United | 2 | 0                                       |                                         |                                         |  |  |                                     |                                     |                                     |  |  |                                |                                |                                |
|  |                                   |                                   |                                   |                 | 2 | 0                                       |                                         |                                         |  |  |                                     |                                     |                                     |  |  |                                |                                |                                |
|  |                                   | Motagua                           | 3                                 | 2               |   |                                         |                                         |                                         |  |  |                                     |                                     |                                     |  |  |                                |                                |                                |
|  | Belmopan Bandits                  | Motagua                           | 3                                 | 2               | 0 | 0                                       |                                         |                                         |  |  |                                     |                                     |                                     |  |  |                                |                                |                                |
|  | Belmopan Bandits                  |                                   |                                   |                 | 0 | 0                                       |                                         |                                         |  |  |                                     |                                     |                                     |  |  |                                |                                |                                |
|  | Motagua                           | 2                                 | 1                                 |                 |   |                                         |                                         |                                         |  |  |                                     |                                     |                                     |  |  |                                |                                |                                |
|  | Motagua                           | 2                                 | 1                                 | Motagua         | 1 | 2                                       |                                         |                                         |  |  |                                     |                                     |                                     |  |  |                                |                                |                                |
|  |                                   |                                   |                                   |                 | 1 | 2                                       |                                         |                                         |  |  |                                     |                                     |                                     |  |  |                                |                                |                                |
|  |                                   | Tauro                             | 2                                 | 0               |   |                                         |                                         |                                         |  |  |                                     |                                     |                                     |  |  |                                |                                |                                |
|  | Walter Ferretti (p.)              | Tauro                             | 2                                 | 0               | 0 | 1 (4)                                   |                                         |                                         |  |  |                                     |                                     |                                     |  |  |                                |                                |                                |
|  | Walter Ferretti (p.)              |                                   |                                   |                 | 0 | 1 (4)                                   |                                         |                                         |  |  |                                     |                                     |                                     |  |  |                                |                                |                                |
|  | Club Franciscain                  | 1                                 | 0 (1)                             |                 |   |                                         |                                         |                                         |  |  |                                     |                                     |                                     |  |  |                                |                                |                                |
|  | Club Franciscain                  | 1                                 | 0 (1)                             | Walter Ferretti | 1 | 0                                       |                                         |                                         |  |  |                                     |                                     |                                     |  |  |                                |                                |                                |
|  |                                   |                                   |                                   |                 | 1 | 0                                       |                                         |                                         |  |  |                                     |                                     |                                     |  |  |                                |                                |                                |
|  |                                   | Tauro                             | 3                                 | 4               |   |                                         |                                         |                                         |  |  |                                     |                                     |                                     |  |  |                                |                                |                                |
|  | Real España                       | Tauro                             | 3                                 | 4               | 0 | 1                                       |                                         |                                         |  |  |                                     |                                     |                                     |  |  |                                |                                |                                |
|  | Real España                       |                                   |                                   |                 | 0 | 1                                       |                                         |                                         |  |  |                                     |                                     |                                     |  |  |                                |                                |                                |
|  | Tauro                             | 1                                 | 1                                 |                 |   |                                         |                                         |                                         |  |  |                                     |                                     |                                     |  |  |                                |                                |                                |
|  | Tauro                             | 1                                 | 1                                 | Motagua         | 0 | 2                                       |                                         |                                         |  |  |                                     |                                     |                                     |  |  |                                |                                |                                |
|  |                                   |                                   |                                   |                 | 0 | 2                                       |                                         |                                         |  |  |                                     |                                     |                                     |  |  |                                |                                |                                |
|  |                                   | Herediano                         | 2                                 | 1               |   |                                         |                                         |                                         |  |  |                                     |                                     |                                     |  |  |                                |                                |                                |
|  | Arnett Gardens                    | Herediano                         | 2                                 | 1               | 0 | 2                                       |                                         |                                         |  |  |                                     |                                     |                                     |  |  |                                |                                |                                |
|  | Arnett Gardens                    |                                   |                                   |                 | 0 | 2                                       |                                         |                                         |  |  |                                     |                                     |                                     |  |  |                                |                                |                                |
|  | Árabe Unido                       | 3                                 | 1                                 |                 |   |                                         |                                         |                                         |  |  |                                     |                                     |                                     |  |  |                                |                                |                                |
|  | Árabe Unido                       | 3                                 | 1                                 | Árabe Unido     | 1 | 3                                       |                                         |                                         |  |  |                                     |                                     |                                     |  |  |                                |                                |                                |
|  |                                   |                                   |                                   |                 | 1 | 3                                       |                                         |                                         |  |  |                                     |                                     |                                     |  |  |                                |                                |                                |
|  |                                   | FAS                               | 0                                 | 1               |   |                                         |                                         |                                         |  |  |                                     |                                     |                                     |  |  |                                |                                |                                |
|  | Pérez Zeledón                     | FAS                               | 0                                 | 1               | 1 | 1                                       |                                         |                                         |  |  |                                     |                                     |                                     |  |  |                                |                                |                                |
|  | Pérez Zeledón                     |                                   |                                   |                 | 1 | 1                                       |                                         |                                         |  |  |                                     |                                     |                                     |  |  |                                |                                |                                |
|  | FAS                               | 2                                 | 1                                 |                 |   |                                         |                                         |                                         |  |  |                                     |                                     |                                     |  |  |                                |                                |                                |
|  | FAS                               | 2                                 | 1                                 | Árabe Unido     | 0 | 1                                       |                                         |                                         |  |  |                                     |                                     |                                     |  |  |                                |                                |                                |
|  |                                   |                                   |                                   |                 | 0 | 1                                       |                                         |                                         |  |  |                                     |                                     |                                     |  |  |                                |                                |                                |
|  |                                   | Herediano                         | 2                                 | 0               |   |                                         |                                         |                                         |  |  |                                     |                                     |                                     |  |  |                                |                                |                                |
|  | Universitario                     | Herediano                         | 2                                 | 0               | 4 | 3                                       |                                         |                                         |  |  |                                     |                                     |                                     |  |  |                                |                                |                                |
|  | Universitario                     |                                   |                                   |                 | 4 | 3                                       |                                         |                                         |  |  |                                     |                                     |                                     |  |  |                                |                                |                                |
|  | Diriangén                         | 0                                 | 1                                 |                 |   |                                         |                                         |                                         |  |  |                                     |                                     |                                     |  |  |                                |                                |                                |
|  | Diriangén                         | 0                                 | 1                                 | Universitario   | 0 | 1                                       |                                         |                                         |  |  |                                     |                                     |                                     |  |  |                                |                                |                                |
|  |                                   |                                   |                                   |                 | 0 | 1                                       |                                         |                                         |  |  |                                     |                                     |                                     |  |  |                                |                                |                                |
|  |                                   | Herediano                         | 3                                 | 2               |   |                                         |                                         |                                         |  |  |                                     |                                     |                                     |  |  |                                |                                |                                |
|  | Santa Tecla                       | Herediano                         | 3                                 | 2               | 0 | 2                                       |                                         |                                         |  |  |                                     |                                     |                                     |  |  |                                |                                |                                |
|  | Santa Tecla                       |                                   |                                   |                 | 0 | 2                                       |                                         |                                         |  |  |                                     |                                     |                                     |  |  |                                |                                |                                |
|  | Herediano (v.)                    | 1                                 | 1                                 |                 |   |                                         |                                         |                                         |  |  |                                     |                                     |                                     |  |  |                                |                                |                                |

### Octavos de final
| 1 de agosto de 2018, 21:00 UTC-4 | Santos de Guápiles    | 1:2 (0:2) | Portmore United             | Nacional de Costa Rica, San José |                                |
|                                  | P. Arboine 80' (pen.) |           | J. East 14' · M. Foster 18' | Árbitro(s): Trevester Richards   | Árbitro(s): Trevester Richards |

| 9 de agosto de 2018, 18:30 UTC-4 | Portmore United                                                        | 1:2 (1:2) (7:6 p.)         | Santos de Guápiles                                                                   | Independence Park, Kingston    |                                |
|                                  | M. Foster 44'                                                          |                            | R. Dinolis 29' · B. López 41'                                                        | Árbitro(s): Fernando Hernández | Árbitro(s): Fernando Hernández |
|                                  |                                                                        | Tiros desde el punto penal |                                                                                      |                                |                                |
|                                  | Foster · Johnson · Solomon · Evans · Morris · East · Willis · Harriott |                            | Azofeifa · Arboine · Rodríguez · Matarrita · Madrigal · Solórzano · Barquero · Salas |                                |                                |

| 31 de julio de 2018, 21:00 UTC-4 | Motagua                        | 2:0 (0:0) | Belmopan Bandits | Tiburcio Carías Andino, Tegucigalpa |                         |
|                                  | K. López 47' · M. Galvaliz 78' |           |                  | Árbitro(s): Iván Barton             | Árbitro(s): Iván Barton |

| 7 de agosto de 2018, 22:00 UTC-4 | Belmopan Bandits | 0:1 (0:0) | Motagua        | Isidoro Beaton, Belmopán          |                                   |
|                                  |                  |           | R. Moreira 56' | Árbitro(s): Juan Gabriel Calderón | Árbitro(s): Juan Gabriel Calderón |

| 1 de agosto de 2018, 19:00 UTC-4 | Franciscain   | 1:0 (0:0) | Walter Ferretti | Pierre Aliker, Fort-de-France |                        |
|                                  | J. Marajo 69' |           |                 | Árbitro(s): Reon Radix        | Árbitro(s): Reon Radix |

| 8 de agosto de 2018, 19:00 UTC-4 | Walter Ferretti                       | 1:0 (0:0) (4:1 p.)         | Franciscain                 | Eladio Rosabal Cordero, Heredia |                           |
|                                  | J. Chávez 79'                         |                            |                             | Árbitro(s): Oshane Nation       | Árbitro(s): Oshane Nation |
|                                  |                                       | Tiros desde el punto penal |                             |                                 |                           |
|                                  | Zúñiga · Aguirre · Espinoza · Montiel |                            | Ephestion · Jougon · Etinof |                                 |                           |

| 2 de agosto de 2018, 19:00 UTC-4 | Tauro          | 1:0 (0:0) | Real España | Agustín Muquita Sánchez, Chorrera |                            |
|                                  | E. Aguilar 71' |           |             | Árbitro(s): Ismael Cornejo        | Árbitro(s): Ismael Cornejo |

| 9 de agosto de 2018, 21:00 UTC-4 | Real España      | 1:1 (1:1) | Tauro      | Olímpico Metropolitano, San Pedro Sula |                         |
|                                  | J. Velásquez 44' |           | A. Polo 8' | Árbitro(s): Bryan López                | Árbitro(s): Bryan López |

| 31 de julio de 2018, 19:00 UTC-4 | Árabe Unido                              | 3:0 (0:0) | Arnett Gardens | Rommel Fernández, Panamá   |                            |
|                                  | C. Hormechea 58' 81' · J. Murrillo 90+7' |           |                | Árbitro(s): Rubiel Vazquez | Árbitro(s): Rubiel Vazquez |

| 9 de agosto de 2018, 21:00 UTC-4 | Arnett Gardens             | 2:1 (1:1) | Árabe Unido     | Parque Independence, Kingston |                             |
|                                  | M. Morgan 5' · L. Neil 64' |           | L. Heraldez 28' | Árbitro(s): Gladwyn Johnson   | Árbitro(s): Gladwyn Johnson |

| 31 de julio de 2018, 21:00 UTC-4 | FAS                               | 2:1 (0:1) | Pérez Zeledón | Cuscatlán, San Salvador        |                                |
|                                  | V. Montaño 57' · G. Stradella 80' |           | L. Cazal 2'   | Árbitro(s): Armando Villarreal | Árbitro(s): Armando Villarreal |

| 7 de agosto de 2018, 19:00 UTC-4 | Pérez Zeledón | 1:1 (0:0) | FAS                | Alejandro Morera Soto, Alajuela |                            |
|                                  | A. López 62'  |           | K. Soto 90' (a.g.) | Árbitro(s): Oliver Vergara      | Árbitro(s): Oliver Vergara |

| 1 de agosto de 2018, 19:00 UTC-4 | Diriangén | 0:4 (0:0) | Universitario                                              | Eladio Rosabal Cordero, Heredia |                            |
|                                  |           |           | S. Moreno 54' (pen.) 79' · O. Villareal 66' · J. Núñez 77' | Árbitro(s): Keylor Herrera      | Árbitro(s): Keylor Herrera |

| 7 de agosto de 2018, 20:00 UTC-4 | Universitario                        | 3:1 (2:0) | Diriangén   | Agustín Muquita Sánchez, Chorrera |                              |
|                                  | O. Villarreal 5' 30' · S. Moreno 77' |           | E. Ruíz 86' | Árbitro(s): Daneon Parchment      | Árbitro(s): Daneon Parchment |

| 2 de agosto de 2018, 21:00 UTC-4 | Herediano   | 1:0 (1:0) | Santa Tecla | Eladio Rosabal Cordero, Heredia |                            |
|                                  | J. Díaz 20' |           |             | Árbitro(s): Yadel Martínez      | Árbitro(s): Yadel Martínez |

| 8 de agosto de 2018, 21:00 UTC-4 | Santa Tecla                    | 2:1 (2:1) | Herediano   | Cuscatlán, San Salvador   |                           |
|                                  | W. Torres 16' · Ricardinho 33' |           | Y. Ruiz 41' | Árbitro(s): Said Martínez | Árbitro(s): Said Martínez |

### Cuartos de final
| 23 de agosto de 2018, 21:00 UTC-4 | Motagua                            | 3:2 (2:0) | Portmore United             | Tiburcio Carias Andino, Tegucigalpa |                         |
|                                   | J. Montes 6' 90' · R. Castillo 24' |           | R. Morris 67' · J. East 81' | Árbitro(s): José Kellys             | Árbitro(s): José Kellys |

| 30 de agosto de 2018, 21:00 UTC-4 | Portmore United | 0:2 (0:1) | Motagua               | Parque Independence, Kingston |                          |
|                                   |                 |           | R. Castillo 31' 90+2' | Árbitro(s): David Gantar      | Árbitro(s): David Gantar |

| 23 de agosto de 2018, 19:00 UTC-4 | Tauro                                                 | 3:1 (2:1) | Walter Ferretti      | Rommel Fernández, Panamá     |                              |
|                                   | J. González 12' · A. Polo 43' · E. Aguilar 84' (pen.) |           | B. Morais 22' (pen.) | Árbitro(s): Melvin Matamoros | Árbitro(s): Melvin Matamoros |

| 30 de agosto de 2018, 19:00 UTC-4 | Walter Ferretti | 0:4 (0:2) | Tauro                                                                 | Eladio Rosabal Cordero, Heredia |                            |
|                                   |                 |           | E. Aguilar 9' · I. Anderson 33' · E. Small 77' · A. Polo 90+3' (pen.) | Árbitro(s): Henry Bejarano      | Árbitro(s): Henry Bejarano |

| 21 de agosto de 2018, 21:00 UTC-4 | FAS | 0:1 (0:0) | Árabe Unido | Cuscatlán, San Salvador  |                          |
|                                   |     |           | F. Gil 88'  | Árbitro(s): Kimbell Ward | Árbitro(s): Kimbell Ward |

| 28 de agosto de 2018, 19:00 UTC-4 | Árabe Unido                   | 3:1 (0:1) | FAS          | Rommel Fernández, Panamá  |                           |
|                                   | B. Pérez 51' 62' · F. Gil 76' |           | J. Morán 45' | Árbitro(s): Ismail Elfath | Árbitro(s): Ismail Elfath |

| 22 de agosto de 2018, 21:00 UTC-4 | Herediano                      | 3:0 (1:0) | Universitario | Eladio Rosabal Cordero, Heredia |                           |
|                                   | J. Marín 20' · Y. Ruiz 78' 85' |           |               | Árbitro(s): Erick Miranda       | Árbitro(s): Erick Miranda |

| 29 de agosto de 2018, 21:00 UTC-4 | Universitario       | 1:2 (1:0) | Herediano                   | Agustín Muquita Sánchez, Chorrera |                           |
|                                   | K. Brown 58' (a.g.) |           | K. Brown 62' · G. Ortiz 74' | Árbitro(s): Mario Escobar         | Árbitro(s): Mario Escobar |

### Semifinales
| 20 de septiembre de 2018, 19:00 UTC-4 | Tauro                     | 2:1 (1:0) | Motagua       | Rommel Fernández, Panamá |                         |
|                                       | E. Aguilar 12' 55' (pen.) |           | J. Montes 84' | Árbitro(s): Iván Barton  | Árbitro(s): Iván Barton |

| 27 de septiembre de 2018, 21:00 UTC-4 | Motagua                              | 2:0 (1:0) | Tauro | Tiburcio Carias Andino, Tegucigalpa |                          |
|                                       | R. Moreira 42' (pen.) · K. López 73' |           |       | Árbitro(s): Walter López            | Árbitro(s): Walter López |

| 20 de septiembre de 2018, 21:00 UTC-4 | Herediano                | 2:0 (1:0) | Árabe Unido | Eladio Rosabal Cordero, Heredia  |                                  |
|                                       | Y. Ruíz 28' (pen.) 90+3' |           |             | Árbitro(s): Héctor Said Martínez | Árbitro(s): Héctor Said Martínez |

| 27 de septiembre de 2018, 19:00 UTC-4 | Árabe Unido     | 1:0 (1:0) | Herediano | Rommel Fernández, Panamá  |                           |
|                                       | A. Palacios 20' |           |           | Árbitro(s): Oshane Nation | Árbitro(s): Oshane Nation |

### Final

#### Ida
| 1     | POR   | Leonel Moreira       |     |
| 21    | DEF   | Pablo Salazar        |     |
| 26    | DEF   | Leonardo González    |     |
| 37    | DEF   | Keysher Fuller       | 46' |
| 99    | DEF   | Keyner Brown         |     |
| 8     | MED   | Allan Cruz           |     |
| 11    | MED   | Jimmy Marín          |     |
| 12    | MED   | Randall Azofeifa     |     |
| 14    | MED   | Berny Burke          | 58' |
| 7     | DEL   | Yendrick Ruíz        |     |
| 77    | DEL   | José Guillermo Ortiz | 70' |
| D. T. | D. T. | Jafet Soto           |     |

| 19    | POR   | Jonathan Rougier   |     |
| 2     | DEF   | Juan Pablo Montes  |     |
| 3     | DEF   | Henry Figueroa     |     |
| 17    | DEF   | Denil Maldonado    |     |
| 24    | DEF   | Omar Elvir         |     |
| 6     | MED   | Reinieri Mayorquín | 76' |
| 10    | MED   | Matías Galvaliz    | 58' |
| 16    | MED   | Héctor Castellanos |     |
| 34    | MED   | Kevin López        |     |
| 9     | DEL   | Rubilio Castillo   |     |
| 21    | DEL   | Roberto Moreira    | 77' |
| D. T. | D. T. | Diego Vásquez      |     |

| 42 | Defensa        | Heyreel Saravia    | 46' |
| 5  | Centrocampista | Óscar Granados     | 58' |
| 27 | Centrocampista | Alberth Villalobos | 70' |

| 8  | Centrocampista | Walter Martínez  | 58' |
| 22 | Delantero      | Javier Estupiñán | 77' |
| 12 | Centrocampista | Marcelo Santos   | 78' |

| 23' · 62' | Jimmy Marín Allan Cruz | 1:0 2:0 |

| 48' · 76' | Pablo Salazar Leonardo González |

| 32' · 61' · 68' · 71' | Kevin López Denil Maldonado Roberto Moreira Henry Figueroa |

| Principal  | Marco Ortiz       |
| Asistentes | José Luís Camargo |
|            | Marvin Torrentera |
| Cuarto     | Fernando Guerrero |

| 1     | POR   | Leonel Moreira       |     |
| 21    | DEF   | Pablo Salazar        |     |
| 26    | DEF   | Leonardo González    |     |
| 37    | DEF   | Keysher Fuller       | 46' |
| 99    | DEF   | Keyner Brown         |     |
| 8     | MED   | Allan Cruz           |     |
| 11    | MED   | Jimmy Marín          |     |
| 12    | MED   | Randall Azofeifa     |     |
| 14    | MED   | Berny Burke          | 58' |
| 7     | DEL   | Yendrick Ruíz        |     |
| 77    | DEL   | José Guillermo Ortiz | 70' |
| D. T. | D. T. | Jafet Soto           |     |

| 19    | POR   | Jonathan Rougier   |     |
| 2     | DEF   | Juan Pablo Montes  |     |
| 3     | DEF   | Henry Figueroa     |     |
| 17    | DEF   | Denil Maldonado    |     |
| 24    | DEF   | Omar Elvir         |     |
| 6     | MED   | Reinieri Mayorquín | 76' |
| 10    | MED   | Matías Galvaliz    | 58' |
| 16    | MED   | Héctor Castellanos |     |
| 34    | MED   | Kevin López        |     |
| 9     | DEL   | Rubilio Castillo   |     |
| 21    | DEL   | Roberto Moreira    | 77' |
| D. T. | D. T. | Diego Vásquez      |     |

| 42 | Defensa        | Heyreel Saravia    | 46' |
| 5  | Centrocampista | Óscar Granados     | 58' |
| 27 | Centrocampista | Alberth Villalobos | 70' |

| 8  | Centrocampista | Walter Martínez  | 58' |
| 22 | Delantero      | Javier Estupiñán | 77' |
| 12 | Centrocampista | Marcelo Santos   | 78' |

| 23' · 62' | Jimmy Marín Allan Cruz | 1:0 2:0 |

| 48' · 76' | Pablo Salazar Leonardo González |

| 32' · 61' · 68' · 71' | Kevin López Denil Maldonado Roberto Moreira Henry Figueroa |

| Principal  | Marco Ortiz       |
| Asistentes | José Luís Camargo |
|            | Marvin Torrentera |
| Cuarto     | Fernando Guerrero |

| 1     | POR   | Leonel Moreira       |     |
| 21    | DEF   | Pablo Salazar        |     |
| 26    | DEF   | Leonardo González    |     |
| 37    | DEF   | Keysher Fuller       | 46' |
| 99    | DEF   | Keyner Brown         |     |
| 8     | MED   | Allan Cruz           |     |
| 11    | MED   | Jimmy Marín          |     |
| 12    | MED   | Randall Azofeifa     |     |
| 14    | MED   | Berny Burke          | 58' |
| 7     | DEL   | Yendrick Ruíz        |     |
| 77    | DEL   | José Guillermo Ortiz | 70' |
| D. T. | D. T. | Jafet Soto           |     |

| 19    | POR   | Jonathan Rougier   |     |
| 2     | DEF   | Juan Pablo Montes  |     |
| 3     | DEF   | Henry Figueroa     |     |
| 17    | DEF   | Denil Maldonado    |     |
| 24    | DEF   | Omar Elvir         |     |
| 6     | MED   | Reinieri Mayorquín | 76' |
| 10    | MED   | Matías Galvaliz    | 58' |
| 16    | MED   | Héctor Castellanos |     |
| 34    | MED   | Kevin López        |     |
| 9     | DEL   | Rubilio Castillo   |     |
| 21    | DEL   | Roberto Moreira    | 77' |
| D. T. | D. T. | Diego Vásquez      |     |

| 42 | Defensa        | Heyreel Saravia    | 46' |
| 5  | Centrocampista | Óscar Granados     | 58' |
| 27 | Centrocampista | Alberth Villalobos | 70' |

| 8  | Centrocampista | Walter Martínez  | 58' |
| 22 | Delantero      | Javier Estupiñán | 77' |
| 12 | Centrocampista | Marcelo Santos   | 78' |

| 23' · 62' | Jimmy Marín Allan Cruz | 1:0 2:0 |

| 48' · 76' | Pablo Salazar Leonardo González |

| 32' · 61' · 68' · 71' | Kevin López Denil Maldonado Roberto Moreira Henry Figueroa |

| Principal  | Marco Ortiz       |
| Asistentes | José Luís Camargo |
|            | Marvin Torrentera |
| Cuarto     | Fernando Guerrero |

| 1     | POR   | Leonel Moreira       |     |
| 21    | DEF   | Pablo Salazar        |     |
| 26    | DEF   | Leonardo González    |     |
| 37    | DEF   | Keysher Fuller       | 46' |
| 99    | DEF   | Keyner Brown         |     |
| 8     | MED   | Allan Cruz           |     |
| 11    | MED   | Jimmy Marín          |     |
| 12    | MED   | Randall Azofeifa     |     |
| 14    | MED   | Berny Burke          | 58' |
| 7     | DEL   | Yendrick Ruíz        |     |
| 77    | DEL   | José Guillermo Ortiz | 70' |
| D. T. | D. T. | Jafet Soto           |     |

| 19    | POR   | Jonathan Rougier   |     |
| 2     | DEF   | Juan Pablo Montes  |     |
| 3     | DEF   | Henry Figueroa     |     |
| 17    | DEF   | Denil Maldonado    |     |
| 24    | DEF   | Omar Elvir         |     |
| 6     | MED   | Reinieri Mayorquín | 76' |
| 10    | MED   | Matías Galvaliz    | 58' |
| 16    | MED   | Héctor Castellanos |     |
| 34    | MED   | Kevin López        |     |
| 9     | DEL   | Rubilio Castillo   |     |
| 21    | DEL   | Roberto Moreira    | 77' |
| D. T. | D. T. | Diego Vásquez      |     |

| 42 | Defensa        | Heyreel Saravia    | 46' |
| 5  | Centrocampista | Óscar Granados     | 58' |
| 27 | Centrocampista | Alberth Villalobos | 70' |

| 8  | Centrocampista | Walter Martínez  | 58' |
| 22 | Delantero      | Javier Estupiñán | 77' |
| 12 | Centrocampista | Marcelo Santos   | 78' |

| 23' · 62' | Jimmy Marín Allan Cruz | 1:0 2:0 |

| 48' · 76' | Pablo Salazar Leonardo González |

| 32' · 61' · 68' · 71' | Kevin López Denil Maldonado Roberto Moreira Henry Figueroa |

| Principal  | Marco Ortiz       |
| Asistentes | José Luís Camargo |
|            | Marvin Torrentera |
| Cuarto     | Fernando Guerrero |

#### Vuelta
| 19    | POR   | Jonathan Rougier   |     |
| 17    | DEF   | Denil Maldonado    | 86' |
| 3     | DEF   | Henry Figueroa     |     |
| 2     | DEF   | Juan Pablo Montes  |     |
| 24    | DEF   | Omar Elvir         |     |
| 6     | MED   | Reinieri Mayorquín | 54' |
| 10    | MED   | Matías Galvaliz    |     |
| 12    | MED   | Marcelo Santos     |     |
| 21    | MED   | Roberto Moreira    | 74' |
| 34    | MED   | Kevin López        |     |
| 9     | DEL   | Rubilio Castillo   |     |
| D. T. | D. T. | Diego Vásquez      |     |

| 1     | POR   | Leonel Moreira       |     |
| 42    | DEF   | Heyreel Saravia      |     |
| 99    | DEF   | Keyner Brown         |     |
| 21    | DEF   | Pablo Salazar        |     |
| 26    | DEF   | Leonardo González    |     |
| 8     | DEF   | Allan Cruz           |     |
| 11    | MED   | Jimmy Marín          |     |
| 5     | MED   | Óscar Granados       |     |
| 77    | MED   | José Guillermo Ortiz | 88' |
| 7     | MED   | Yendrick Ruiz        | 90' |
| 9     | DEL   | Omar Arellano        | 69' |
| D. T. | D. T. | Jafet Soto           |     |

| 8  | Centrocampista | Walter Martínez  | 54' |
| 22 | Delantero      | Javier Estupiñán | 74' |
| 18 | Defensa        | Wilmer Crisanto  | 86' |

| 27 | Centrocampista | Alberth Villalobos | 69' |
| 16 | Centrocampista | Youstin Salas      | 88' |
| 53 | Delantero      | Christian Reyes    | 90' |

| 45+1' · 58' | Rubilio Castillo | 1:0 2:0 |

| 85' | Jimmy Marín | 2:1 |

| 51' · 72' | Reinieri Mayorquín Juan Pablo Montes |

| 88' · 89' · 90' | José Guillermo Ortiz Allan Cruz Yendrick Ruiz |

| Principal  | Mario Escobar |
| Asistentes | Juan Zumba    |
|            | Ronald Bruna  |
| Cuarto     | Jhon Pitti    |

| 19    | POR   | Jonathan Rougier   |     |
| 17    | DEF   | Denil Maldonado    | 86' |
| 3     | DEF   | Henry Figueroa     |     |
| 2     | DEF   | Juan Pablo Montes  |     |
| 24    | DEF   | Omar Elvir         |     |
| 6     | MED   | Reinieri Mayorquín | 54' |
| 10    | MED   | Matías Galvaliz    |     |
| 12    | MED   | Marcelo Santos     |     |
| 21    | MED   | Roberto Moreira    | 74' |
| 34    | MED   | Kevin López        |     |
| 9     | DEL   | Rubilio Castillo   |     |
| D. T. | D. T. | Diego Vásquez      |     |

| 1     | POR   | Leonel Moreira       |     |
| 42    | DEF   | Heyreel Saravia      |     |
| 99    | DEF   | Keyner Brown         |     |
| 21    | DEF   | Pablo Salazar        |     |
| 26    | DEF   | Leonardo González    |     |
| 8     | DEF   | Allan Cruz           |     |
| 11    | MED   | Jimmy Marín          |     |
| 5     | MED   | Óscar Granados       |     |
| 77    | MED   | José Guillermo Ortiz | 88' |
| 7     | MED   | Yendrick Ruiz        | 90' |
| 9     | DEL   | Omar Arellano        | 69' |
| D. T. | D. T. | Jafet Soto           |     |

| 8  | Centrocampista | Walter Martínez  | 54' |
| 22 | Delantero      | Javier Estupiñán | 74' |
| 18 | Defensa        | Wilmer Crisanto  | 86' |

| 27 | Centrocampista | Alberth Villalobos | 69' |
| 16 | Centrocampista | Youstin Salas      | 88' |
| 53 | Delantero      | Christian Reyes    | 90' |

| 45+1' · 58' | Rubilio Castillo | 1:0 2:0 |

| 85' | Jimmy Marín | 2:1 |

| 51' · 72' | Reinieri Mayorquín Juan Pablo Montes |

| 88' · 89' · 90' | José Guillermo Ortiz Allan Cruz Yendrick Ruiz |

| Principal  | Mario Escobar |
| Asistentes | Juan Zumba    |
|            | Ronald Bruna  |
| Cuarto     | Jhon Pitti    |

| 19    | POR   | Jonathan Rougier   |     |
| 17    | DEF   | Denil Maldonado    | 86' |
| 3     | DEF   | Henry Figueroa     |     |
| 2     | DEF   | Juan Pablo Montes  |     |
| 24    | DEF   | Omar Elvir         |     |
| 6     | MED   | Reinieri Mayorquín | 54' |
| 10    | MED   | Matías Galvaliz    |     |
| 12    | MED   | Marcelo Santos     |     |
| 21    | MED   | Roberto Moreira    | 74' |
| 34    | MED   | Kevin López        |     |
| 9     | DEL   | Rubilio Castillo   |     |
| D. T. | D. T. | Diego Vásquez      |     |

| 1     | POR   | Leonel Moreira       |     |
| 42    | DEF   | Heyreel Saravia      |     |
| 99    | DEF   | Keyner Brown         |     |
| 21    | DEF   | Pablo Salazar        |     |
| 26    | DEF   | Leonardo González    |     |
| 8     | DEF   | Allan Cruz           |     |
| 11    | MED   | Jimmy Marín          |     |
| 5     | MED   | Óscar Granados       |     |
| 77    | MED   | José Guillermo Ortiz | 88' |
| 7     | MED   | Yendrick Ruiz        | 90' |
| 9     | DEL   | Omar Arellano        | 69' |
| D. T. | D. T. | Jafet Soto           |     |

| 8  | Centrocampista | Walter Martínez  | 54' |
| 22 | Delantero      | Javier Estupiñán | 74' |
| 18 | Defensa        | Wilmer Crisanto  | 86' |

| 27 | Centrocampista | Alberth Villalobos | 69' |
| 16 | Centrocampista | Youstin Salas      | 88' |
| 53 | Delantero      | Christian Reyes    | 90' |

| 45+1' · 58' | Rubilio Castillo | 1:0 2:0 |

| 85' | Jimmy Marín | 2:1 |

| 51' · 72' | Reinieri Mayorquín Juan Pablo Montes |

| 88' · 89' · 90' | José Guillermo Ortiz Allan Cruz Yendrick Ruiz |

| Principal  | Mario Escobar |
| Asistentes | Juan Zumba    |
|            | Ronald Bruna  |
| Cuarto     | Jhon Pitti    |

| 19    | POR   | Jonathan Rougier   |     |
| 17    | DEF   | Denil Maldonado    | 86' |
| 3     | DEF   | Henry Figueroa     |     |
| 2     | DEF   | Juan Pablo Montes  |     |
| 24    | DEF   | Omar Elvir         |     |
| 6     | MED   | Reinieri Mayorquín | 54' |
| 10    | MED   | Matías Galvaliz    |     |
| 12    | MED   | Marcelo Santos     |     |
| 21    | MED   | Roberto Moreira    | 74' |
| 34    | MED   | Kevin López        |     |
| 9     | DEL   | Rubilio Castillo   |     |
| D. T. | D. T. | Diego Vásquez      |     |

| 1     | POR   | Leonel Moreira       |     |
| 42    | DEF   | Heyreel Saravia      |     |
| 99    | DEF   | Keyner Brown         |     |
| 21    | DEF   | Pablo Salazar        |     |
| 26    | DEF   | Leonardo González    |     |
| 8     | DEF   | Allan Cruz           |     |
| 11    | MED   | Jimmy Marín          |     |
| 5     | MED   | Óscar Granados       |     |
| 77    | MED   | José Guillermo Ortiz | 88' |
| 7     | MED   | Yendrick Ruiz        | 90' |
| 9     | DEL   | Omar Arellano        | 69' |
| D. T. | D. T. | Jafet Soto           |     |

| 8  | Centrocampista | Walter Martínez  | 54' |
| 22 | Delantero      | Javier Estupiñán | 74' |
| 18 | Defensa        | Wilmer Crisanto  | 86' |

| 27 | Centrocampista | Alberth Villalobos | 69' |
| 16 | Centrocampista | Youstin Salas      | 88' |
| 53 | Delantero      | Christian Reyes    | 90' |

| 45+1' · 58' | Rubilio Castillo | 1:0 2:0 |

| 85' | Jimmy Marín | 2:1 |

| 51' · 72' | Reinieri Mayorquín Juan Pablo Montes |

| 88' · 89' · 90' | José Guillermo Ortiz Allan Cruz Yendrick Ruiz |

| Principal  | Mario Escobar |
| Asistentes | Juan Zumba    |
|            | Ronald Bruna  |
| Cuarto     | Jhon Pitti    |

|                             |
| Campeón Herediano 1° título |

## Estadísticas

### Clasificación general
| Club | Club               | Pts. | PJ | PG | PE | PP | GF | GC | Dif. | Rend.  |
| ---- | ------------------ | ---- | -- | -- | -- | -- | -- | -- | ---- | ------ |
| 1    | Motagua            | 18   | 8  | 6  | 0  | 2  | 12 | 7  | +5   | 75%    |
| 2    | Herediano (C)      | 15   | 8  | 5  | 0  | 3  | 10 | 6  | +4   | 62.5%  |
| 3    | Tauro              | 13   | 6  | 4  | 1  | 1  | 11 | 5  | +6   | 72.22% |
| 4    | Árabe Unido        | 12   | 6  | 4  | 0  | 2  | 9  | 5  | +4   | 66.67% |
| 5    | Universitario      | 6    | 4  | 2  | 0  | 2  | 8  | 6  | +2   | 50%    |
| 6    | FAS                | 4    | 4  | 1  | 1  | 2  | 4  | 6  | -2   | 33.33% |
| 7    | Portmore United    | 4    | 4  | 1  | 1  | 2  | 5  | 8  | -3   | 33.33% |
| 8    | Walter Ferretti    | 4    | 4  | 1  | 1  | 2  | 2  | 8  | -6   | 33.33% |
| 9    | Santa Tecla        | 3    | 2  | 1  | 0  | 1  | 2  | 2  | 0    | 50%    |
| 10   | Arnett Gardens     | 3    | 2  | 1  | 0  | 1  | 2  | 4  | -2   | 50%    |
| 11   | Santos de Guápiles | 1    | 2  | 1  | 0  | 1  | 3  | 3  | 0    | 16.67% |
| 12   | Club Franciscain   | 1    | 2  | 1  | 0  | 1  | 1  | 1  | 0    | 16.67% |
| 13   | Pérez Zeledón      | 1    | 2  | 0  | 1  | 1  | 2  | 3  | -1   | 16.67% |
| 14   | Real España        | 1    | 2  | 0  | 1  | 1  | 1  | 2  | -1   | 16.67% |
| 15   | Belmopan Bandits   | 0    | 2  | 0  | 0  | 2  | 0  | 3  | -3   | 0%     |
| 16   | Diriangén          | 0    | 2  | 0  | 0  | 2  | 1  | 7  | -6   | 0%     |

### Goleadores
| Jugador           | Club          |   | PJ |
| ----------------- | ------------- | - | -- |
| Rubilio Castillo  | Motagua       | 5 | 6  |
| Edwin Aguilar     | Tauro         | 5 | 6  |
| Yendrick Ruiz     | Herediano     | 5 | 8  |
| Óscar Villarreal  | Universitario | 3 | 3  |
| Sergio Moreno     | Universitario | 3 | 4  |
| Armando Polo      | Tauro         | 3 | 5  |
| Jimmy Marín       | Herediano     | 3 | 6  |
| Juan Pablo Montes | Motagua       | 3 | 8  |

### Asistentes
| Jugador            | Club          | Asistencias |
| ------------------ | ------------- | ----------- |
| Kevin López        | Motagua       | 4           |
| Édgar Gerardo Lugo | Herediano     | 3           |
| Matías Galvaliz    | Motagua       | 2           |
| Armando Polo       | Tauro         | 2           |
| Jesús González     | Tauro         | 2           |
| Faber Gil          | Árabe Unido   | 2           |
| Raúl Peñaranda     | Árabe Unido   | 2           |
| Josiel Núñez       | Universitario | 2           |
| Óscar Villarreal   | Universitario | 2           |